# Glaucina utahensis
Glaucina utahensis är en fjärilsart som beskrevs av Samuel E. Cassino och Louis W. Swett 1924. Glaucina utahensis ingår i släktet Glaucina och familjen mätare. Inga underarter finns listade i Catalogue of Life.